# Manuel Fernández-Miranda
Manuel Fernández-Miranda Fernández, né à Gijón le 8 octobre 1946 et mort à Madrid le 16 juillet 1994, est un archéologue et préhistorien espagnol expert en Protohistoire de la péninsule Ibérique.

## Biographie
Manuel Fernández-Miranda Fernández est né à Gijón le 8 mai 1946 dans une famille connue,.
Docteur en Histoire de l'université complutense de Madrid, il est professeur au Département de Préhistoire de la même université. Il est chargé de diriger les fouilles à Adra, Almallutx, Cabezo de San Pedro, Chiclana, Recopolis ou Vallecas.
Il est le directeur général adjoint de l'archéologie et directeur de la Direction générale des beaux-arts d'Espagne entre 1982 et 1984, et milite pour l'entrée gratuite dans les musées en Espagne. La communauté de Madrid. Il est également universitaire à la Escuela de Bellas Artes de Barcelona, membre du Comité Scientifique International de l'Académie des Lyncéens, directeur du programme de Coopération Culturelle Hispano-Marocaine et membre du Consejo Científico de Investigación de la Communauté de Madrid.
Il meurt le 16 juillet 1994 à Madrid.

## Distinction
- Médaille d'or du mérite des beaux-arts en 1994

## Publications
- (es) avec Catalina Enseñat Enseñat et Bartolomé Enseñat, Excavaciones arqueológicas en España. 73, El Poblado de Almallutx, Escorca, Baleares, Madrid, 1971, 133 p..
- (es) avec Luis Caballero Zoreda, Excavaciones arqueológicas en España. 85, Abdera, excavaciones en el cerro de Montecristo: Adra, Almeria, Madrid, 1975, 266 p. (ISBN 84-369-0391-9).
- (es) Secuencia cultural de la prehistoria de Mallorca, vol. 15, Madrid, Instituto español de prehistoria, coll. « Biblioteca praehistórica hispana », 1978, 376 p. (ISBN 84-00-04343-X).
- (es) avec María Belén, El fondeadero de Cales Coves (Menorca, Islas Baleares), Madrid, 1979, 208 p. (ISBN 84-7483-039-7).
- (es) Los origenes de Gijón, Gijón, Ayuntamiento de Gijón, 1992, 92 p. (ISBN 84-606-0930-8).